# Helcita occidentalis
Helcita occidentalis är en insektsart som beskrevs av Frederick Arthur Godfrey Muir 1926. Helcita occidentalis ingår i släktet Helcita och familjen Derbidae. Inga underarter finns listade i Catalogue of Life.